# Corona 61

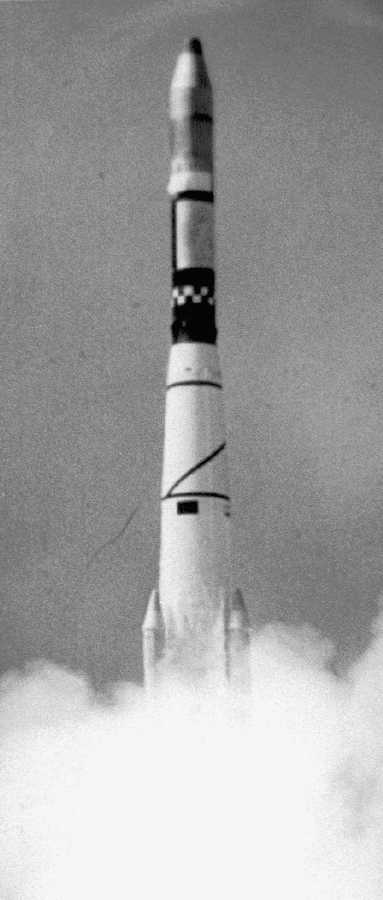
Start rakiety z satelitą Corona 61

Corona 61 – również: Discoverer 61, KH-6 8001, LANYARD 8001, OPS 0627, SRV 612 – amerykański satelita rozpoznawczy. Był pierwszym statkiem krótkiej serii Keyhole-6 LANYARD tajnego programu CORONA. Jego zadaniem było wykonanie wywiadowczych zdjęć Ziemi z lepszą niż dotychczas rozdzielczością. Satelita nie osiągnął orbity. Start 18 marca 1963 (21:13 GMT), na rakiecie Thor Agena D (SLV-2A), z kosmodromu Vandenberg, zakończył się porażką.
Jako ładunek dodatkowy w rakiecie umieszczono satelitę technologicznego P-11.
Oznaczenie w katalogach COSPAR/SATCAT: 1963-F03/F00225.